# Eleições autárquicas portuguesas de 2021 na Madeira
| Eleições autárquicas portuguesas de 2021 Distritos: Aveiro \| Beja \| Braga \| Bragança \| Castelo Branco \| Coimbra \| Évora \| Faro \| Guarda \| Leiria \| Lisboa \| Portalegre \| Porto \| Santarém \| Setúbal \| Viana do Castelo \| Vila Real \| Viseu \| Açores \| Madeira |

## Resultados por concelho
Os resultados nos concelhos da Região Autónoma da Madeira foram os seguintes:

### Calheta

#### Câmara Municipal
| Partido                 | Partido                        | Votos  | %               | +/-  | Vereadores | +/-     |
| ----------------------- | ------------------------------ | ------ | --------------- | ---- | ---------- | ------- |
|                         | Partido Social Democrata       | 5 048  | 71,60 / 100,00  | 6,15 | 6 / 7      | 1       |
|                         | Partido Socialista             | 870    | 12,34 / 100,00  | 0,82 | 1 / 7      | Estável |
|                         | CDS – Partido Popular          | 819    | 11,62 / 100,00  | 4,42 | 0 / 7      | 1       |
|                         | Coligação Democrática Unitária | 68     | 0,96 / 100,00   | 0,32 | 0 / 7      | Estável |
|                         | Partido Trabalhista Português  | 54     | 0,77 / 100,00   | 0,51 | 0 / 7      | Estável |
| Votos Inválidos         | Votos Inválidos                | 191    | 2,71 / 100,00   | 0,08 |            |         |
| Total                   | Total                          | 7 050  | 100,00 / 100,00 |      | 7 / 7      |         |
| Eleitorado/Participação | Eleitorado/Participação        | 12 329 | 57,18 / 100,00  | 1,67 |            |         |

#### Assembleia Municipal
| Partido                 | Partido                        | Votos  | %               | +/-  | Deputados | +/-     |
| ----------------------- | ------------------------------ | ------ | --------------- | ---- | --------- | ------- |
|                         | Partido Social Democrata       | 4 644  | 65,90 / 100,00  | 5,83 | 15 / 21   | 1       |
|                         | CDS – Partido Popular          | 1 018  | 14,45 / 100,00  | 4,75 | 3 / 21    | 1       |
|                         | Partido Socialista             | 1 004  | 14,25 / 100,00  | 0,02 | 3 / 21    | Estável |
|                         | Coligação Democrática Unitária | 80     | 1,14 / 100,00   | 0,50 | 0 / 21    | Estável |
|                         | Partido Trabalhista Português  | 70     | 0,99 / 100,00   | 0,38 | 0 / 21    | Estável |
| Votos Inválidos         | Votos Inválidos                | 231    | 3,28 / 100,00   | 0,20 |           |         |
| Total                   | Total                          | 7 047  | 100,00 / 100,00 |      | 21 / 21   |         |
| Eleitorado/Participação | Eleitorado/Participação        | 12 329 | 57,16 / 100,00  | 1,65 |           |         |

#### Juntas de Freguesia
| Partido                 | Partido                        | Votos  | %               | +/-  | Presidentes | +/-     | Mandatos | +/-     |
| ----------------------- | ------------------------------ | ------ | --------------- | ---- | ----------- | ------- | -------- | ------- |
|                         | Partido Social Democrata       | 4 685  | 64,48 / 100,00  | 3,27 | 6 / 8       | 1       | 46 / 66  | 3       |
|                         | CDS – Partido Popular          | 1 293  | 18,35 / 100,00  | 4,63 | 2 / 8       | 1       | 16 / 66  | 2       |
|                         | Partido Socialista             | 752    | 10,67 / 100,00  | 1,04 | 0 / 8       | Estável | 4 / 66   | 1       |
|                         | Coligação Democrática Unitária | 77     | 1,09 / 100,00   | 0,36 | 0 / 8       | Estável | 0 / 66   | Estável |
|                         | Partido Trabalhista Português  | 28     | 0,40 / 100,00   | 0,91 | 0 / 8       | Estável | 0 / 66   | Estável |
| Votos Inválidos         | Votos Inválidos                | 212    | 3,01 / 100,00   | 0,42 |             |         |          |         |
| Total                   | Total                          | 7 047  | 100,00 / 100,00 |      | 8 / 8       |         | 66 / 66  |         |
| Eleitorado/Participação | Eleitorado/Participação        | 12 329 | 57,16 / 100,00  | 1,65 |             |         |          |         |

### Câmara de Lobos

#### Câmara Municipal
| Partido                 | Partido                        | Votos  | %               | +/-  | Vereadores | +/-     |
| ----------------------- | ------------------------------ | ------ | --------------- | ---- | ---------- | ------- |
|                         | Partido Social Democrata       | 9 845  | 60,25 / 100,00  | 2,74 | 6 / 7      | 1       |
|                         | Partido Socialista             | 2 828  | 17,31 / 100,00  | 6,01 | 1 / 7      | Estável |
|                         | CDS – Partido Popular          | 1 221  | 7,47 / 100,00   | 3,04 | 0 / 7      | 1       |
|                         | CHEGA                          | 698    | 4,27 / 100,00   | Novo | 0 / 7      | Novo    |
|                         | Juntos pelo Povo               | 487    | 2,98 / 100,00   | -    | 0 / 7      | -       |
|                         | Coligação Democrática Unitária | 377    | 2,31 / 100,00   | 0,89 | 0 / 7      | Estável |
|                         | Partido Trabalhista Português  | 189    | 1,16 / 100,00   | 0,55 | 0 / 7      | Estável |
|                         | PDR-MPT-A                      | 90     | 0,55 / 100,00   | Novo | 0 / 7      | Novo    |
|                         | Reagir Incluir Reciclar        | 81     | 0,50 / 100,00   | Novo | 0 / 7      | Novo    |
| Votos Inválidos         | Votos Inválidos                | 525    | 3,22 / 100,00   | 0,70 |            |         |
| Total                   | Total                          | 16 341 | 100,00 / 100,00 |      | 7 / 7      |         |
| Eleitorado/Participação | Eleitorado/Participação        | 32 693 | 49,98 / 100,00  | 0,77 |            |         |

#### Assembleia Municipal
| Partido                 | Partido                        | Votos  | %               | +/-  | Deputados | +/-     |
| ----------------------- | ------------------------------ | ------ | --------------- | ---- | --------- | ------- |
|                         | Partido Social Democrata       | 9 673  | 59,20 / 100,00  | 1,21 | 15 / 21   | Estável |
|                         | Partido Socialista             | 2 882  | 17,64 / 100,00  | 5,53 | 4 / 21    | 1       |
|                         | CDS – Partido Popular          | 1 267  | 7,75 / 100,00   | 3,59 | 1 / 21    | 2       |
|                         | CHEGA                          | 722    | 4,42 / 100,00   | Novo | 1 / 21    | Novo    |
|                         | Juntos pelo Povo               | 489    | 2,99 / 100,00   | -    | 0 / 21    | -       |
|                         | Coligação Democrática Unitária | 379    | 2,32 / 100,00   | 1,03 | 0 / 21    | Estável |
|                         | Partido Trabalhista Português  | 202    | 1,24 / 100,00   | 0,62 | 0 / 21    | Estável |
|                         | PDR-MPT-A                      | 100    | 0,61 / 100,00   | Novo | 0 / 21    | Novo    |
|                         | Reagir Incluir Reciclar        | 91     | 0,56 / 100,00   | Novo | 0 / 21    | Novo    |
| Votos Inválidos         | Votos Inválidos                | 535    | 3,27 / 100,00   | 0,88 |           |         |
| Total                   | Total                          | 16 340 | 100,00 / 100,00 |      | 21 / 21   |         |
| Eleitorado/Participação | Eleitorado/Participação        | 32 693 | 49,98 / 100,00  | 1,75 |           |         |

#### Juntas de Freguesia
| Partido                 | Partido                        | Votos  | %               | +/-     | Presidentes | +/-     | Mandatos | +/-     |
| ----------------------- | ------------------------------ | ------ | --------------- | ------- | ----------- | ------- | -------- | ------- |
|                         | Partido Social Democrata       | 10 123 | 61,95 / 100,00  | Estável | 5 / 5       | Estável | 42 / 53  | 1       |
|                         | Partido Socialista             | 2 901  | 17,75 / 100,00  | 6,60    | 0 / 5       | Estável | 9 / 53   | 4       |
|                         | CDS – Partido Popular          | 1 273  | 7,79 / 100,00   | 3,98    | 0 / 5       | Estável | 2 / 53   | 3       |
|                         | CHEGA                          | 649    | 3,97 / 100,00   | Novo    | 0 / 5       | Novo    | 0 / 53   | Novo    |
|                         | Coligação Democrática Unitária | 460    | 2,82 / 100,00   | 0,32    | 0 / 5       | Estável | 0 / 53   | Estável |
|                         | Partido Trabalhista Português  | 298    | 1,82 / 100,00   | 0,16    | 0 / 5       | Estável | 0 / 53   | Estável |
|                         | PDR-MPT-A                      | 91     | 0,56 / 100,00   | Novo    | 0 / 5       | Novo    | 0 / 53   | Novo    |
| Votos Inválidos         | Votos Inválidos                | 545    | 3,33 / 100,00   | 0,65    |             |         |          |         |
| Total                   | Total                          | 16 340 | 100,00 / 100,00 |         | 5 / 5       |         | 53 / 53  |         |
| Eleitorado/Participação | Eleitorado/Participação        | 32 693 | 49,98 / 100,00  | 0,75    |             |         |          |         |

### Funchal

#### Câmara Municipal
| Partido                 | Partido                        | Votos   | %               | +/-  | Vereadores | +/-     |
| ----------------------- | ------------------------------ | ------- | --------------- | ---- | ---------- | ------- |
|                         | PSD-CDS                        | 26 841  | 46,98 / 100,00  | -    | 6 / 11     | -       |
|                         | PS-BE-PAN-MPT-PDR              | 22 694  | 39,72 / 100,00  | 2,33 | 5 / 11     | 1       |
|                         | Coligação Democrática Unitária | 1 647   | 2,88 / 100,00   | 0,74 | 0 / 11     | Estável |
|                         | CHEGA                          | 1 476   | 2,58 / 100,00   | Novo | 0 / 11     | Novo    |
|                         | Juntos pelo Povo               | 974     | 1,70 / 100,00   | -    | 0 / 11     | -       |
|                         | Iniciativa Liberal             | 720     | 1,26 / 100,00   | Novo | 0 / 11     | Novo    |
|                         | Partido Trabalhista Português  | 639     | 1,12 / 100,00   | 1,11 | 0 / 11     | Estável |
|                         | LIVRE                          | 257     | 0,45 / 100,00   | -    | 0 / 11     |         |
|                         | Partido Popular Monárquico     | 251     | 0,44 / 100,00   | -    | 0 / 11     | -       |
| Votos Inválidos         | Votos Inválidos                | 1 636   | 2,87 / 100,00   | 1,29 |            |         |
| Total                   | Total                          | 57 135  | 100,00 / 100,00 |      | 11 / 11    |         |
| Eleitorado/Participação | Eleitorado/Participação        | 106 357 | 53,72 / 100,00  | 0,97 |            |         |

#### Assembleia Municipal
| Partido                 | Partido                        | Votos   | %               | +/-  | Deputados | +/-     |
| ----------------------- | ------------------------------ | ------- | --------------- | ---- | --------- | ------- |
|                         | PSD-CDS                        | 26 586  | 46,53 / 100,00  | -    | 17 / 33   | -       |
|                         | PS-BE-PAN-MPT-PDR              | 21 624  | 37,85 / 100,00  | 0,84 | 14 / 33   | 1       |
|                         | Coligação Democrática Unitária | 1 939   | 3,39 / 100,00   | 1,28 | 1 / 33    | Estável |
|                         | CHEGA                          | 1 768   | 3,09 / 100,00   | Novo | 1 / 33    | Novo    |
|                         | Juntos pelo Povo               | 1 207   | 2,11 / 100,00   | -    | 0 / 33    | -       |
|                         | Iniciativa Liberal             | 991     | 1,73 / 100,00   | Novo | 0 / 33    | Novo    |
|                         | Partido Trabalhista Português  | 782     | 1,37 / 100,00   | 1,27 | 0 / 33    | 1       |
|                         | LIVRE                          | 303     | 0,53 / 100,00   | -    | 0 / 33    | -       |
|                         | Partido Popular Monárquico     | 272     | 0,48 / 100,00   | -    | 0 / 33    | -       |
| Votos Inválidos         | Votos Inválidos                | 1 662   | 2,91 / 100,00   | 1,50 |           |         |
| Total                   | Total                          | 57 134  | 100,00 / 100,00 |      | 33 / 33   |         |
| Eleitorado/Participação | Eleitorado/Participação        | 106 357 | 53,72 / 100,00  | 0,97 |           |         |

#### Juntas de Freguesia
| Partido                 | Partido                        | Votos   | %               | +/-  | Presidentes | +/-     | Mandatos  | +/-     |
| ----------------------- | ------------------------------ | ------- | --------------- | ---- | ----------- | ------- | --------- | ------- |
|                         | PSD-CDS                        | 27 594  | 48,29 / 100,00  | -    | 9 / 10      | -       | 79 / 138  | -       |
|                         | PS-BE-PAN-MPT-PDR              | 21 622  | 37,84 / 100,00  | 1,53 | 1 / 10      | 4       | 59 / 138  | 1       |
|                         | Coligação Democrática Unitária | 1 913   | 3,35 / 100,00   | 1,40 | 0 / 10      | Estável | 0 / 138   | 3       |
|                         | CHEGA                          | 1 730   | 3,03 / 100,00   | Novo | 0 / 10      | Novo    | 0 / 138   | Novo    |
|                         | Juntos pelo Povo               | 1 095   | 1,92 / 100,00   | -    | 0 / 10      | -       | 0 / 138   | -       |
|                         | Partido Trabalhista Português  | 902     | 1,58 / 100,00   | 0,86 | 0 / 10      | Estável | 0 / 138   | Estável |
|                         | Iniciativa Liberal             | 524     | 0,92 / 100,00   | Novo | 0 / 10      | Novo    | 0 / 138   | Novo    |
| Votos Inválidos         | Votos Inválidos                | 1 767   | 3,09 / 100,00   | 1,17 |             |         |           |         |
| Total                   | Total                          | 57 147  | 100,00 / 100,00 |      | 10 / 10     |         | 138 / 138 |         |
| Eleitorado/Participação | Eleitorado/Participação        | 106 357 | 53,73 / 100,00  | 0,80 |             |         |           |         |

### Machico

#### Câmara Municipal
| Partido                 | Partido                        | Votos  | %               | +/-  | Vereadores | +/-     |
| ----------------------- | ------------------------------ | ------ | --------------- | ---- | ---------- | ------- |
|                         | Partido Socialista             | 5 894  | 51,57 / 100,00  | 7,04 | 4 / 7      | 1       |
|                         | PSD-CDS                        | 4 113  | 35,99 / 100,00  | -    | 3 / 7      | -       |
|                         | Juntos pelo Povo               | 516    | 4,51 / 100,00   | 0,20 | 0 / 7      | Estável |
|                         | CHEGA                          | 239    | 2,09 / 100,00   | Novo | 0 / 7      | Novo    |
|                         | Iniciativa Liberal             | 195    | 1,71 / 100,00   | Novo | 0 / 7      | Novo    |
|                         | Coligação Democrática Unitária | 88     | 0,77 / 100,00   | 0,28 | 0 / 7      | Estável |
|                         | Partido Trabalhista Português  | 71     | 0,62 / 100,00   | 0,01 | 0 / 7      | Estável |
| Votos Inválidos         | Votos Inválidos                | 313    | 2,73 / 100,00   | 0,09 |            |         |
| Total                   | Total                          | 11 429 | 100,00 / 100,00 |      | 7 / 7      |         |
| Eleitorado/Participação | Eleitorado/Participação        | 20 560 | 55,59 / 100,00  | 0,73 |            |         |

#### Assembleia Municipal
| Partido                 | Partido                        | Votos  | %               | +/-  | Deputados | +/-     |
| ----------------------- | ------------------------------ | ------ | --------------- | ---- | --------- | ------- |
|                         | Partido Socialista             | 5 686  | 49,75 / 100,00  | 5,03 | 12 / 21   | 1       |
|                         | PSD-CDS                        | 4 115  | 36,00 / 100,00  | -    | 8 / 21    | -       |
|                         | Juntos pelo Povo               | 590    | 5,16 / 100,00   | 0,85 | 1 / 21    | Estável |
|                         | CHEGA                          | 273    | 2,39 / 100,00   | Novo | 0 / 21    | Novo    |
|                         | Iniciativa Liberal             | 229    | 2,00 / 100,00   | Novo | 0 / 21    | Novo    |
|                         | Coligação Democrática Unitária | 115    | 1,01 / 100,00   | 0,40 | 0 / 21    | Estável |
|                         | Partido Trabalhista Português  | 76     | 0,66 / 100,00   | 0,01 | 0 / 21    | Estável |
| Votos Inválidos         | Votos Inválidos                | 346    | 3,03 / 100,00   | 0,18 |           |         |
| Total                   | Total                          | 11 430 | 100,00 / 100,00 |      | 21 / 21   |         |
| Eleitorado/Participação | Eleitorado/Participação        | 20 560 | 55,59 / 100,00  | 0,72 |           |         |

#### Juntas de Freguesia
| Partido                 | Partido                        | Votos  | %               | +/-  | Presidentes | +/-     | Mandatos | +/-     |
| ----------------------- | ------------------------------ | ------ | --------------- | ---- | ----------- | ------- | -------- | ------- |
|                         | Partido Socialista             | 5 790  | 50,66 / 100,00  | 5,03 | 4 / 5       | Estável | 26 / 49  | 4       |
|                         | PSD-CDS                        | 4 121  | 36,06 / 100,00  | -    | 1 / 5       | -       | 22 / 49  | -       |
|                         | Juntos pelo Povo               | 499    | 4,37 / 100,00   | 0,75 | 0 / 5       | Estável | 1 / 49   | Estável |
|                         | CHEGA                          | 277    | 2,42 / 100,00   | Novo | 0 / 5       | Novo    | 0 / 49   | Novo    |
|                         | Iniciativa Liberal             | 218    | 1,91 / 100,00   | Novo | 0 / 5       | Novo    | 0 / 49   | Novo    |
|                         | Coligação Democrática Unitária | 117    | 1,02 / 100,00   | 0,42 | 0 / 5       | Estável | 0 / 49   | Estável |
|                         | Partido Trabalhista Português  | 70     | 0,61 / 100,00   | 0,10 | 0 / 5       | Estável | 0 / 49   | Estável |
| Votos Inválidos         | Votos Inválidos                | 337    | 2,95 / 100,00   | 0,15 |             |         |          |         |
| Total                   | Total                          | 11 429 | 100,00 / 100,00 |      | 5 / 5       |         | 49 / 49  |         |
| Eleitorado/Participação | Eleitorado/Participação        | 20 560 | 55,59 / 100,00  | 0,72 |             |         |          |         |

### Ponta do Sol

#### Câmara Municipal
| Partido                 | Partido                        | Votos | %               | +/-   | Vereadores | +/-     |
| ----------------------- | ------------------------------ | ----- | --------------- | ----- | ---------- | ------- |
|                         | Partido Socialista             | 2 980 | 53,98 / 100,00  | 13,69 | 3 / 5      | 1       |
|                         | PSD-CDS                        | 2 083 | 37,73 / 100,00  | -     | 2 / 5      | -       |
|                         | Juntos pelo Povo               | 180   | 3,26 / 100,00   | -     | 0 / 5      | -       |
|                         | Iniciativa Liberal             | 62    | 1,12 / 100,00   | Novo  | 0 / 5      | Novo    |
|                         | Coligação Democrática Unitária | 48    | 0,87 / 100,00   | 0,06  | 0 / 5      | Estável |
|                         | Partido Trabalhista Português  | 37    | 0,67 / 100,00   | 0,06  | 0 / 5      | Estável |
|                         | Reagir Incluir Reciclar        | 10    | 0,18 / 100,00   | Novo  | 0 / 5      | Novo    |
| Votos Inválidos         | Votos Inválidos                | 121   | 2,19 / 100,00   | 0,60  |            |         |
| Total                   | Total                          | 5 521 | 100,00 / 100,00 |       | 5 / 5      |         |
| Eleitorado/Participação | Eleitorado/Participação        | 9 909 | 55,72 / 100,00  | 3,39  |            |         |

#### Assembleia Municipal
| Partido                 | Partido                        | Votos | %               | +/-   | Deputados | +/-     |
| ----------------------- | ------------------------------ | ----- | --------------- | ----- | --------- | ------- |
|                         | Partido Socialista             | 2 773 | 50,23 / 100,00  | 12,95 | 8 / 15    | 2       |
|                         | PSD-CDS                        | 2 225 | 40,30 / 100,00  | -     | 7 / 15    | -       |
|                         | Juntos pelo Povo               | 225   | 4,08 / 100,00   | -     | 0 / 15    | -       |
|                         | Iniciativa Liberal             | 71    | 1,29 / 100,00   | Novo  | 0 / 15    | Novo    |
|                         | Coligação Democrática Unitária | 46    | 0,83 / 100,00   | 0,02  | 0 / 15    | Estável |
|                         | Partido Trabalhista Português  | 37    | 0,67 / 100,00   | 0,14  | 0 / 15    | Estável |
|                         | Reagir Incluir Reciclar        | 13    | 0,24 / 100,00   | Novo  | 0 / 15    | Novo    |
| Votos Inválidos         | Votos Inválidos                | 131   | 2,38 / 100,00   | 0,80  |           |         |
| Total                   | Total                          | 5 521 | 100,00 / 100,00 |       | 15 / 15   |         |
| Eleitorado/Participação | Eleitorado/Participação        | 9 909 | 55,72 / 100,00  | 3,39  |           |         |

#### Juntas de Freguesia
| Partido                 | Partido                        | Votos | %               | +/-   | Presidentes | +/-     | Mandatos | +/-     |
| ----------------------- | ------------------------------ | ----- | --------------- | ----- | ----------- | ------- | -------- | ------- |
|                         | Partido Socialista             | 2 633 | 47,69 / 100,00  | 10,44 | 1 / 3       | Estável | 11 / 25  | Estável |
|                         | PSD-CDS                        | 2 432 | 44,05 / 100,00  | -     | 2 / 3       | -       | 14 / 25  | -       |
|                         | Juntos pelo Povo               | 224   | 4,06 / 100,00   | -     | 0 / 3       | -       | 0 / 25   | -       |
|                         | Coligação Democrática Unitária | 60    | 1,09 / 100,00   | 0,12  | 0 / 3       | Estável | 0 / 25   | Estável |
|                         | Partido Trabalhista Português  | 26    | 0,47 / 100,00   | 0,61  | 0 / 3       | Estável | 0 / 25   | Estável |
| Votos Inválidos         | Votos Inválidos                | 146   | 3,64 / 100,00   | 0,64  |             |         |          |         |
| Total                   | Total                          | 5 521 | 100,00 / 100,00 |       | 3 / 3       |         | 25 / 25  |         |
| Eleitorado/Participação | Eleitorado/Participação        | 9 909 | 55,72 / 100,00  | 3,40  |             |         |          |         |

### Porto Moniz

#### Câmara Municipal
| Partido                 | Partido                        | Votos | %               | +/-   | Vereadores | +/-     |
| ----------------------- | ------------------------------ | ----- | --------------- | ----- | ---------- | ------- |
|                         | Partido Socialista             | 1 147 | 54,70 / 100,00  | 10,66 | 3 / 5      | 1       |
|                         | PSD-CDS                        | 876   | 41,77 / 100,00  | -     | 2 / 5      | -       |
|                         | Coligação Democrática Unitária | 24    | 1,14 / 100,00   | 0,77  | 0 / 5      | Estável |
| Votos Inválidos         | Votos Inválidos                | 50    | 2,39 / 100,00   | 0,58  |            |         |
| Total                   | Total                          | 2 097 | 100,00 / 100,00 |       | 5 / 5      |         |
| Eleitorado/Participação | Eleitorado/Participação        | 3 052 | 68,71 / 100,00  | 0,42  |            |         |

#### Assembleia Municipal
| Partido                 | Partido                        | Votos | %               | +/-  | Deputados | +/-     |
| ----------------------- | ------------------------------ | ----- | --------------- | ---- | --------- | ------- |
|                         | Partido Socialista             | 1 132 | 53,98 / 100,00  | 7,06 | 9 / 15    | 1       |
|                         | PSD-CDS                        | 872   | 41,58 / 100,00  | -    | 6 / 15    | -       |
|                         | Coligação Democrática Unitária | 33    | 1,57 / 100,00   | 1,24 | 0 / 15    | Estável |
| Votos Inválidos         | Votos Inválidos                | 60    | 2,86 / 100,00   | 0,81 |           |         |
| Total                   | Total                          | 2 097 | 100,00 / 100,00 |      | 15 / 15   |         |
| Eleitorado/Participação | Eleitorado/Participação        | 3 052 | 68,71 / 100,00  | 0,42 |           |         |

#### Juntas de Freguesia
| Partido                 | Partido                        | Votos | %               | +/-  | Presidentes | +/-     | Mandatos | +/-     |
| ----------------------- | ------------------------------ | ----- | --------------- | ---- | ----------- | ------- | -------- | ------- |
|                         | Partido Socialista             | 1 196 | 57,03 / 100,00  | 2,71 | 3 / 4       | 1       | 18 / 30  | 1       |
|                         | PSD-CDS                        | 809   | 38,58 / 100,00  | -    | 1 / 4       | -       | 12 / 30  | -       |
|                         | Coligação Democrática Unitária | 32    | 1,53 / 100,00   | 1,20 | 0 / 4       | Estável | 0 / 30   | Estável |
| Votos Inválidos         | Votos Inválidos                | 60    | 2,86 / 100,00   | 1,14 |             |         |          |         |
| Total                   | Total                          | 2 097 | 100,00 / 100,00 |      | 4 / 4       |         | 30 / 30  |         |
| Eleitorado/Participação | Eleitorado/Participação        | 3 052 | 68,71 / 100,00  | 0,42 |             |         |          |         |

### Porto Santo

#### Câmara Municipal
| Partido                 | Partido                        | Votos | %               | +/-  | Vereadores | +/-     |
| ----------------------- | ------------------------------ | ----- | --------------- | ---- | ---------- | ------- |
|                         | PSD-CDS                        | 1 841 | 50,87 / 100,00  | -    | 3 / 5      | -       |
|                         | Partido Socialista             | 1 091 | 30,15 / 100,00  | 6,84 | 1 / 5      | 1       |
|                         | Uma Nova Esperança             | 549   | 15,17 / 100,00  | Novo | 1 / 5      | Novo    |
|                         | Partido Popular Monárquico     | 26    | 0,72 / 100,00   | -    | 0 / 5      | -       |
|                         | Coligação Democrática Unitária | 22    | 0,61 / 100,00   | 2,23 | 0 / 5      | Estável |
| Votos Inválidos         | Votos Inválidos                | 90    | 2,49 / 100,00   | 0,80 |            |         |
| Total                   | Total                          | 3 619 | 100,00 / 100,00 |      | 5 / 5      |         |
| Eleitorado/Participação | Eleitorado/Participação        | 5 236 | 69,12 / 100,00  | 5,04 |            |         |

#### Assembleia Municipal
| Partido                 | Partido                        | Votos | %               | +/-  | Deputados | +/-     |
| ----------------------- | ------------------------------ | ----- | --------------- | ---- | --------- | ------- |
|                         | PSD-CDS                        | 1 792 | 49,52 / 100,00  | -    | 8 / 15    | -       |
|                         | Partido Socialista             | 1 119 | 30,92 / 100,00  | 2,70 | 5 / 15    | 1       |
|                         | Uma Nova Esperança             | 552   | 15,25 / 100,00  | Novo | 2 / 15    | Novo    |
|                         | Coligação Democrática Unitária | 30    | 0,83 / 100,00   | 2,39 | 0 / 15    | Estável |
|                         | Partido Popular Monárquico     | 29    | 0,80 / 100,00   | -    | 0 / 15    | -       |
| Votos Inválidos         | Votos Inválidos                | 97    | 2,68 / 100,00   | 0,75 |           |         |
| Total                   | Total                          | 3 619 | 100,00 / 100,00 |      | 15 / 15   |         |
| Eleitorado/Participação | Eleitorado/Participação        | 5 236 | 69,12 / 100,00  | 5,04 |           |         |

#### Juntas de Freguesia
| Partido                 | Partido                        | Votos | %               | +/-  | Presidentes | +/-     | Mandatos | +/-     |
| ----------------------- | ------------------------------ | ----- | --------------- | ---- | ----------- | ------- | -------- | ------- |
|                         | PSD-CDS                        | 2 033 | 56,18 / 100,00  | -    | 1 / 1       | -       | 8 / 13   | -       |
|                         | Partido Socialista             | 1 364 | 37,69 / 100,00  | 2,33 | 0 / 1       | Estável | 5 / 13   | Estável |
|                         | Coligação Democrática Unitária | 91    | 2,51 / 100,00   | 0,29 | 0 / 1       | Estável | 0 / 13   | Estável |
| Votos Inválidos         | Votos Inválidos                | 131   | 3,62 / 100,00   | 0,16 |             |         |          |         |
| Total                   | Total                          | 3 619 | 100,00 / 100,00 |      | 1 / 1       |         | 13 / 13  |         |
| Eleitorado/Participação | Eleitorado/Participação        | 5 236 | 69,12 / 100,00  | 5,04 |             |         |          |         |

### Ribeira Brava

#### Câmara Municipal
| Partido                 | Partido                        | Votos  | %               | +/-   | Vereadores | +/-     |
| ----------------------- | ------------------------------ | ------ | --------------- | ----- | ---------- | ------- |
|                         | Ribeira Brava em Primeiro      | 4 695  | 63,19 / 100,00  | 11,40 | 6 / 7      | 2       |
|                         | Partido Socialista             | 1 542  | 20,75 / 100,00  | 16,23 | 1 / 7      | 1       |
|                         | CHEGA                          | 596    | 8,02 / 100,00   | Novo  | 0 / 7      | Novo    |
|                         | Partido Trabalhista Português  | 152    | 2,05 / 100,00   | 1,42  | 0 / 7      | Estável |
|                         | Coligação Democrática Unitária | 129    | 1,74 / 100,00   | 0,84  | 0 / 7      | Estável |
| Votos Inválidos         | Votos Inválidos                | 316    | 4,25 / 100,00   | 1,36  |            |         |
| Total                   | Total                          | 7 430  | 100,00 / 100,00 |       | 7 / 7      |         |
| Eleitorado/Participação | Eleitorado/Participação        | 14 021 | 52,99 / 100,00  | 3,73  |            |         |

#### Assembleia Municipal
| Partido                 | Partido                        | Votos  | %               | +/-   | Deputados | +/-     |
| ----------------------- | ------------------------------ | ------ | --------------- | ----- | --------- | ------- |
|                         | Ribeira Brava em Primeiro      | 4 498  | 60,54 / 100,00  | 12,28 | 14 / 21   | 3       |
|                         | Partido Socialista             | 1 607  | 21,63 / 100,00  | 16,19 | 5 / 21    | 4       |
|                         | CHEGA                          | 658    | 8,86 / 100,00   | Novo  | 2 / 21    | Novo    |
|                         | Partido Trabalhista Português  | 171    | 2,30 / 100,00   | 1,37  | 0 / 21    | Estável |
|                         | Coligação Democrática Unitária | 161    | 2,17 / 100,00   | 1,19  | 0 / 21    | Estável |
| Votos Inválidos         | Votos Inválidos                | 335    | 4,51 / 100,00   | 1,64  |           |         |
| Total                   | Total                          | 7 430  | 100,00 / 100,00 |       | 21 / 21   |         |
| Eleitorado/Participação | Eleitorado/Participação        | 14 021 | 52,99 / 100,00  | 3,73  |           |         |

#### Juntas de Freguesia
| Partido                 | Partido                        | Votos  | %               | +/-   | Presidentes | +/-     | Mandatos | +/-     |
| ----------------------- | ------------------------------ | ------ | --------------- | ----- | ----------- | ------- | -------- | ------- |
|                         | Grupo de Cidadãos              | 4 437  | 59,72 / 100,00  | 14,91 | 4 / 4       | 3       | 27 / 40  | 7       |
|                         | Partido Socialista             | 1 658  | 22,31 / 100,00  | 17,11 | 0 / 4       | Estável | 9 / 40   | 9       |
|                         | CHEGA                          | 681    | 9,17 / 100,00   | Novo  | 0 / 4       | Novo    | 4 / 40   | Novo    |
|                         | Coligação Democrática Unitária | 158    | 2,13 / 100,00   | 1,24  | 0 / 4       | Estável | 0 / 40   | Estável |
|                         | Partido Trabalhista Português  | 145    | 1,95 / 100,00   | 1,14  | 0 / 4       | Estável | 0 / 40   | Estável |
| Votos Inválidos         | Votos Inválidos                | 351    | 4,72 / 100,00   | 1,71  |             |         |          |         |
| Total                   | Total                          | 7 430  | 100,00 / 100,00 |       | 4 / 4       |         | 40 / 40  |         |
| Eleitorado/Participação | Eleitorado/Participação        | 14 021 | 52,99 / 100,00  | 3,73  |             |         |          |         |

### Santa Cruz

#### Câmara Municipal
| Partido                 | Partido                        | Votos  | %               | +/-  | Vereadores | +/-     |
| ----------------------- | ------------------------------ | ------ | --------------- | ---- | ---------- | ------- |
|                         | Juntos pelo Povo               | 11 916 | 54,08 / 100,00  | 5,93 | 5 / 7      | 1       |
|                         | PSD-CDS                        | 6 162  | 27,96 / 100,00  | -    | 2 / 7      | -       |
|                         | Partido Socialista             | 1 670  | 7,58 / 100,00   | 0,72 | 0 / 7      | Estável |
|                         | CHEGA                          | 500    | 2,27 / 100,00   | Novo | 0 / 7      | Novo    |
|                         | Partido Trabalhista Português  | 369    | 1,67 / 100,00   | 0,82 | 0 / 7      | Estável |
|                         | Coligação Democrática Unitária | 364    | 1,65 / 100,00   | 0,18 | 0 / 7      | Estável |
|                         | Iniciativa Liberal             | 229    | 1,04 / 100,00   | Novo | 0 / 7      | Novo    |
|                         | PDR-MPT-A                      | 144    | 0,65 / 100,00   | Novo | 0 / 7      | Novo    |
|                         | Reagir Incluir Reciclar        | 95     | 0,43 / 100,00   | Novo | 0 / 7      | Novo    |
| Votos Inválidos         | Votos Inválidos                | 587    | 2,66 / 100,00   | 0,87 |            |         |
| Total                   | Total                          | 22 036 | 100,00 / 100,00 |      | 7 / 7      |         |
| Eleitorado/Participação | Eleitorado/Participação        | 40 013 | 55,07 / 100,00  | 1,56 |            |         |

#### Assembleia Municipal
| Partido                 | Partido                        | Votos  | %               | +/-  | Deputados | +/-     |
| ----------------------- | ------------------------------ | ------ | --------------- | ---- | --------- | ------- |
|                         | Juntos pelo Povo               | 11 392 | 51,71 / 100,00  | 5,24 | 12 / 21   | 3       |
|                         | PSD-CDS                        | 6 343  | 28,79 / 100,00  | -    | 7 / 21    | -       |
|                         | Partido Socialista             | 1 770  | 8,03 / 100,00   | 0,62 | 2 / 21    | 1       |
|                         | CHEGA                          | 603    | 2,74 / 100,00   | Novo | 0 / 21    | Novo    |
|                         | Coligação Democrática Unitária | 417    | 1,89 / 100,00   | 0,26 | 0 / 21    | Estável |
|                         | Partido Trabalhista Português  | 400    | 1,82 / 100,00   | 0,82 | 0 / 21    | Estável |
|                         | Iniciativa Liberal             | 268    | 1,22 / 100,00   | Novo | 0 / 21    | Novo    |
|                         | PDR-MPT-A                      | 152    | 0,69 / 100,00   | Novo | 0 / 21    | Novo    |
|                         | Reagir Incluir Reciclar        | 112    | 0,51 / 100,00   | Novo | 0 / 21    | Novo    |
| Votos Inválidos         | Votos Inválidos                | 575    | 2,61 / 100,00   | 1,35 |           |         |
| Total                   | Total                          | 22 032 | 100,00 / 100,00 |      | 21 / 21   |         |
| Eleitorado/Participação | Eleitorado/Participação        | 40 013 | 55,06 / 100,00  | 1,35 |           |         |

#### Juntas de Freguesia
| Partido                 | Partido                        | Votos  | %               | +/-  | Presidentes | +/-     | Mandatos | +/-     |
| ----------------------- | ------------------------------ | ------ | --------------- | ---- | ----------- | ------- | -------- | ------- |
|                         | Juntos pelo Povo               | 12 189 | 55,32 / 100,00  | 0,25 | 5 / 5       | Estável | 42 / 61  | 2       |
|                         | PSD-CDS                        | 6 012  | 27,28 / 100,00  | -    | 0 / 5       | -       | 15 / 61  | -       |
|                         | Partido Socialista             | 1 761  | 7,99 / 100,00   | 0,92 | 0 / 5       | Estável | 4 / 61   | Estável |
|                         | CHEGA                          | 486    | 2,21 / 100,00   | Novo | 0 / 5       | Novo    | 0 / 61   | Novo    |
|                         | Partido Trabalhista Português  | 438    | 1,99 / 100,00   | 0,48 | 0 / 5       | Estável | 0 / 61   | Estável |
|                         | Coligação Democrática Unitária | 385    | 1,75 / 100,00   | 0,24 | 0 / 5       | Estável | 0 / 61   | Estável |
|                         | PDR-MPT-A                      | 132    | 0,60 / 100,00   | Novo | 0 / 5       | Novo    | 0 / 61   | Novo    |
| Votos Inválidos         | Votos Inválidos                | 632    | 2,87 / 100,00   | 0,82 |             |         |          |         |
| Total                   | Total                          | 22 035 | 100,00 / 100,00 |      | 5 / 5       |         | 61 / 61  |         |
| Eleitorado/Participação | Eleitorado/Participação        | 40 013 | 55,07 / 100,00  | 1,32 |             |         |          |         |

### Santana

#### Câmara Municipal
| Partido                 | Partido                        | Votos | %               | +/-  | Vereadores | +/-     |
| ----------------------- | ------------------------------ | ----- | --------------- | ---- | ---------- | ------- |
|                         | CDS – Partido Popular          | 2 719 | 58,10 / 100,00  | 2,36 | 4 / 5      | Estável |
|                         | Partido Social Democrata       | 1 269 | 27,12 / 100,00  | 4,68 | 1 / 5      | Estável |
|                         | Partido Socialista             | 499   | 10,66 / 100,00  | 7,05 | 0 / 5      | Estável |
|                         | Coligação Democrática Unitária | 43    | 0,92 / 100,00   | 0,85 | 0 / 5      | Estável |
|                         | Reagir Incluir Reciclar        | 28    | 0,60 / 100,00   | Novo | 0 / 5      | Novo    |
| Votos Inválidos         | Votos Inválidos                | 122   | 2,61 / 100,00   | 1,07 |            |         |
| Total                   | Total                          | 4 680 | 100,00 / 100,00 |      | 5 / 5      |         |
| Eleitorado/Participação | Eleitorado/Participação        | 7 467 | 62,68 / 100,00  | 4,59 |            |         |

#### Assembleia Municipal
| Partido                 | Partido                        | Votos | %               | +/-   | Deputados | +/-     |
| ----------------------- | ------------------------------ | ----- | --------------- | ----- | --------- | ------- |
|                         | CDS – Partido Popular          | 2 289 | 48,91 / 100,00  | 6,08  | 8 / 15    | 2       |
|                         | Partido Social Democrata       | 1 462 | 31,24 / 100,00  | 4,37  | 5 / 15    | 1       |
|                         | Partido Socialista             | 693   | 14,81 / 100,00  | 10,72 | 2 / 15    | 2       |
|                         | Coligação Democrática Unitária | 54    | 1,15 / 100,00   | 1,03  | 0 / 5     | Estável |
|                         | Reagir Incluir Reciclar        | 41    | 0,88 / 100,00   | Novo  | 0 / 5     | Novo    |
| Votos Inválidos         | Votos Inválidos                | 141   | 2,91 / 100,00   | 0,77  |           |         |
| Total                   | Total                          | 4 680 | 100,00 / 100,00 |       | 5 / 5     |         |
| Eleitorado/Participação | Eleitorado/Participação        | 7 467 | 62,68 / 100,00  | 4,59  |           |         |

#### Juntas de Freguesia
| Partido                 | Partido                        | Votos | %               | +/-  | Presidentes | +/-     | Mandatos | +/-     |
| ----------------------- | ------------------------------ | ----- | --------------- | ---- | ----------- | ------- | -------- | ------- |
|                         | CDS – Partido Popular          | 2 392 | 51,11 / 100,00  | 0,06 | 2 / 6       | 1       | 24 / 48  | 1       |
|                         | Partido Social Democrata       | 1 695 | 36,22 / 100,00  | 0,94 | 4 / 6       | 1       | 23 / 48  | 1       |
|                         | Partido Socialista             | 399   | 8,53 / 100,00   | -    | 0 / 6       | -       | 1 / 48   | -       |
|                         | Coligação Democrática Unitária | 57    | 1,22 / 100,00   | 1,18 | 0 / 6       | Estável | 0 / 48   | Estável |
| Votos Inválidos         | Votos Inválidos                | 137   | 2,93 / 100,00   | 1,07 |             |         |          |         |
| Total                   | Total                          | 4 680 | 100,00 / 100,00 |      | 6 / 6       |         | 48 / 48  |         |
| Eleitorado/Participação | Eleitorado/Participação        | 7 467 | 62,68 / 100,00  | 4,59 |             |         |          |         |

### São Vicente

#### Câmara Municipal
| Partido                 | Partido                        | Votos | %               | +/-  | Vereadores | +/-     |
| ----------------------- | ------------------------------ | ----- | --------------- | ---- | ---------- | ------- |
|                         | PSD-CDS                        | 2 342 | 70,48 / 100,00  | -    | 5 / 5      | -       |
|                         | Iniciativa Liberal             | 412   | 12,40 / 100,00  | Novo | 0 / 5      | Novo    |
|                         | Partido Socialista             | 309   | 9,30 / 100,00   | 3,97 | 0 / 5      | Estável |
|                         | Partido Trabalhista Português  | 63    | 1,90 / 100,00   | 0,78 | 0 / 5      | Estável |
|                         | Coligação Democrática Unitária | 33    | 0,99 / 100,00   | 0,05 | 0 / 5      | Estável |
|                         | Reagir Incluir Reciclar        | 24    | 0,72 / 100,00   | Novo | 0 / 5      | Novo    |
| Votos Inválidos         | Votos Inválidos                | 140   | 4,21 / 100,00   | 0,01 |            |         |
| Total                   | Total                          | 3 323 | 100,00 / 100,00 |      | 5 / 5      |         |
| Eleitorado/Participação | Eleitorado/Participação        | 5 988 | 55,49 / 100,00  | 1,90 |            |         |

#### Assembleia Municipal
| Partido                 | Partido                        | Votos | %               | +/-  | Deputados | +/-     |
| ----------------------- | ------------------------------ | ----- | --------------- | ---- | --------- | ------- |
|                         | PSD-CDS                        | 2 269 | 68,28 / 100,00  | -    | 12 / 15   | -       |
|                         | Iniciativa Liberal             | 428   | 12,88 / 100,00  | Novo | 2 / 15    | Novo    |
|                         | Partido Socialista             | 329   | 9,90 / 100,00   | 4,52 | 1 / 15    | 1       |
|                         | Partido Trabalhista Português  | 71    | 2,14 / 100,00   | 0,78 | 0 / 15    | Estável |
|                         | Coligação Democrática Unitária | 39    | 1,17 / 100,00   | 0,23 | 0 / 15    | Estável |
|                         | Reagir Incluir Reciclar        | 26    | 0,78 / 100,00   | Novo | 0 / 15    | Novo    |
| Votos Inválidos         | Votos Inválidos                | 161   | 4,84 / 100,00   | 0,19 |           |         |
| Total                   | Total                          | 3 323 | 100,00 / 100,00 |      | 15 / 15   |         |
| Eleitorado/Participação | Eleitorado/Participação        | 5 988 | 55,49 / 100,00  | 1,90 |           |         |

#### Juntas de Freguesia
| Partido                 | Partido                        | Votos | %               | +/-  | Presidentes | +/-     | Mandatos | +/-     |
| ----------------------- | ------------------------------ | ----- | --------------- | ---- | ----------- | ------- | -------- | ------- |
|                         | PSD-CDS                        | 2 305 | 69,39 / 100,00  | -    | 3 / 3       |         | 23 / 27  | -       |
|                         | Iniciativa Liberal             | 438   | 13,18 / 100,00  | Novo | 0 / 3       |         | 2 / 27   | Novo    |
|                         | Partido Socialista             | 305   | 9,18 / 100,00   | 6,09 | 0 / 3       | Estável | 2 / 27   | 1       |
|                         | Partido Trabalhista Português  | 62    | 1,87 / 100,00   | 0,27 | 0 / 3       | Estável | 0 / 27   | Estável |
|                         | Coligação Democrática Unitária | 46    | 1,38 / 100,00   | 0,46 | 0 / 3       | Estável | 0 / 27   | Estável |
| Votos Inválidos         | Votos Inválidos                | 166   | 4,99 / 100,00   | 0,28 |             |         |          |         |
| Total                   | Total                          | 3 322 | 100,00 / 100,00 |      | 3 / 3       |         | 27 / 27  |         |
| Eleitorado/Participação | Eleitorado/Participação        | 5 988 | 55,48 / 100,00  | 1,89 |             |         |          |         |